# Tatra 141

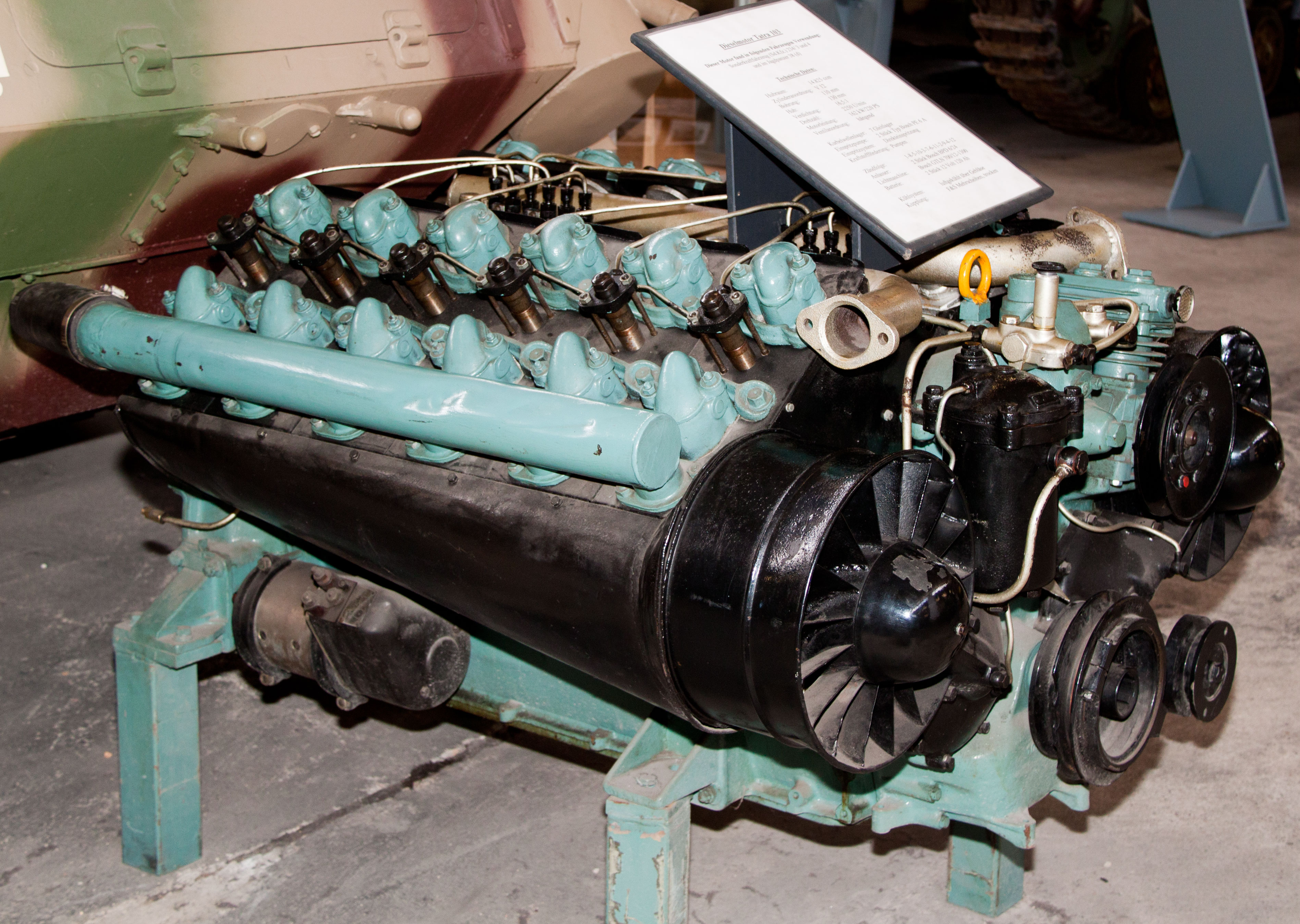
Motor T 141

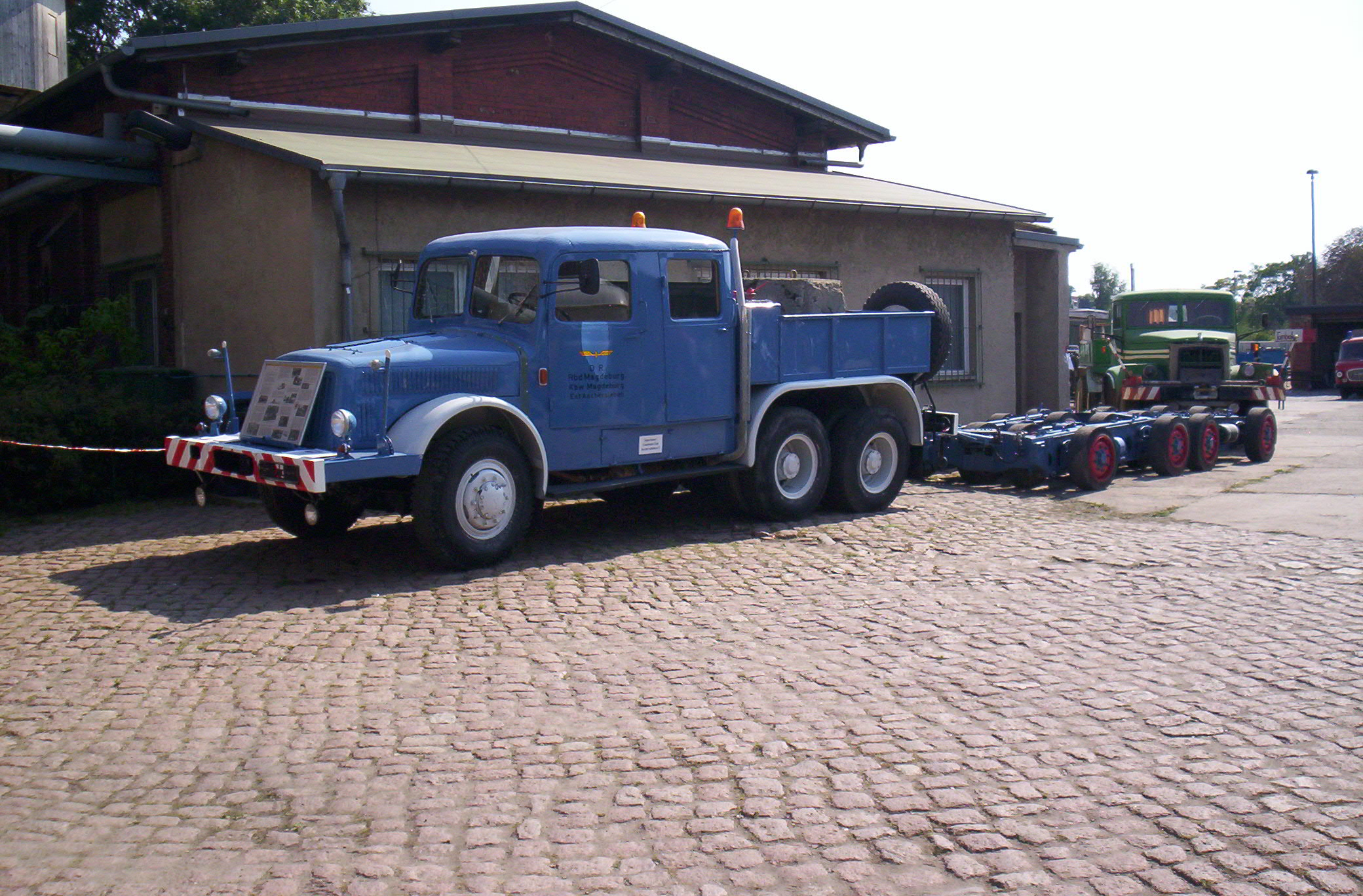
T 141

Tatra 141 je nákladní automobil z produkce automobilky Tatra, který byl určen pro tahání těžkých přívěsů. Technicky vychází z Tatry 111, se kterou má shodnou většinu dílů. Liší se větší, osmimístnou kabinou, menším rozvorem náprav i celkovou délkou vozidla. T 141 se od roku 1959 (zpočátku asambláží sad z Kopřivnice) vyráběla v závodě v Bánovcích nad Bebravou ve verzi schopné tahat 100tunový přívěs a verzi T141B na tahání 50tunových nákladů.

## Technické údaje

### Pohonná jednotka
- Motor: vznětový vzduchem chlazený vidlicový 12válec s rozvodem OHV z T 111 se zvýšeným výkonem
  - Objem: 14 825 cm³
  - Kompresní poměr: 16,5:1
  - Výkon: 136,2 kW (185 koní) při 2 000 ot/min
  - Kroutíci moment: 726 Nm při 1400–1600 ot/min
- Maximální rychlost: 45 km/h (T 141B 60 km/h)
- Spotřeba: 70 l/100 km

### Převodové ústrojí
- Spojka: mechanická dvojkotoučová suchá
- Převodovka: čtyřstupňová (1. a 2. stupeň synchronizovaný)
  - Redukční převodovka: dvoustupňová
  - Kolové redukce u modelu T141
- Poháněná náprava: obě zadní, přední s vypínatelným pohonem

### Podvozek
- Podvozek: Koncepce Tatra s centrální nosnou rourou
  - Rozvor: 3 500 + 1 220 mm
  - Rozchod vpředu: 1 800 mm
  - Rozchod vzadu: 2 080 mm
  - Světlost: 290 mm
- Hmotnost: 12 140 kg (T141B 11 950 kg), s přídavnou zátěží 18 280 kg
- Brzdy: dvojokruhová vzduchotlaká soustava, mechanická parkovací brzda, působící na buben na konci nosné roury